# Bni Ykhlef
Bni Ykhlef  (in arabo بني يخلف‎?) è un centro abitato e comune rurale del Marocco situato nella provincia di Khouribga, regione di Béni Mellal-Khénifra. Conta una popolazione di 9 992 abitanti (censimento 2014).